# Orgelbüchlein

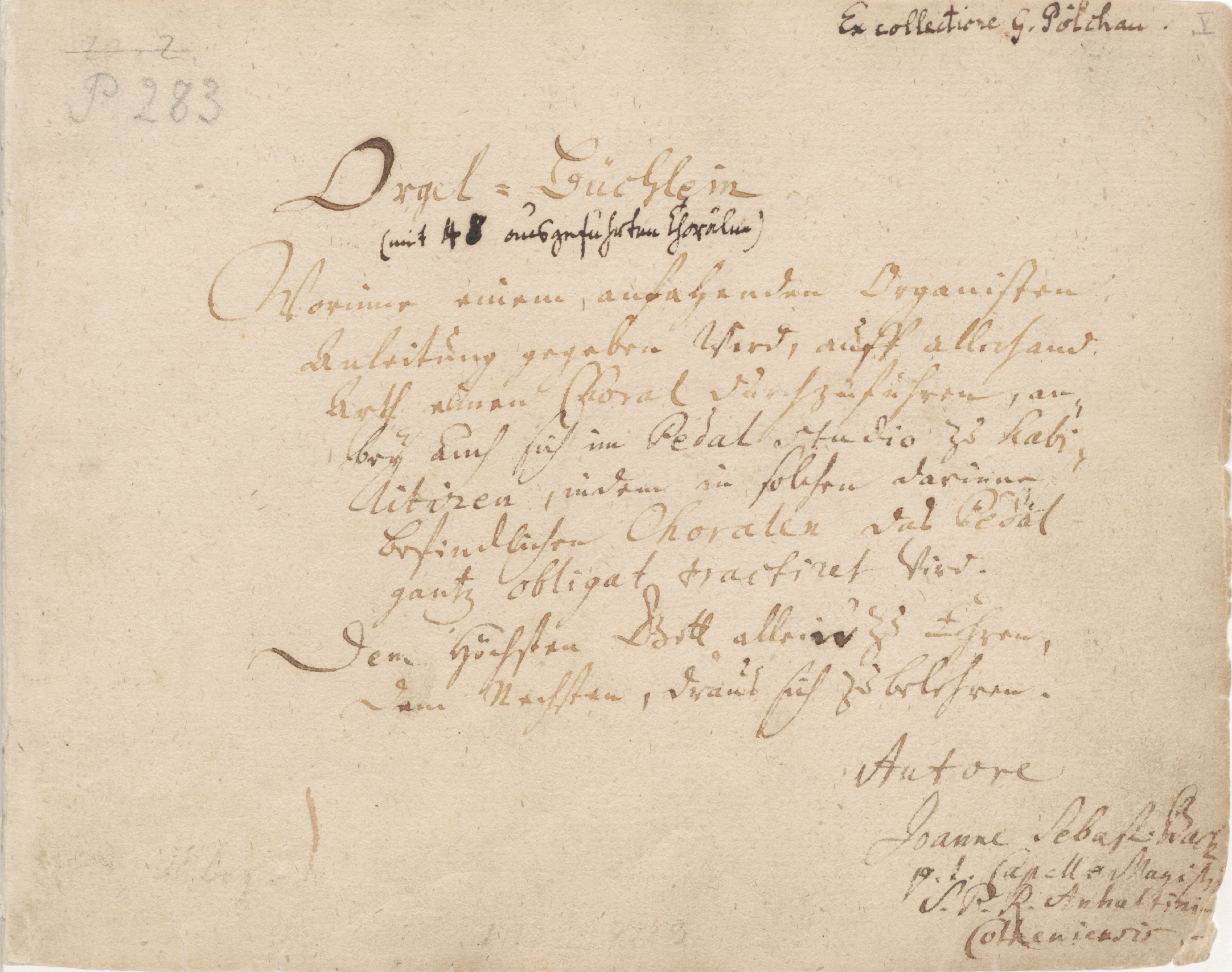
Titelseite des Orgelbüchleins

Das Orgelbüchlein von Johann Sebastian Bach ist eine Sammlung choralgebundener Orgelstücke (Choralvorspiele), die er vor allem während seiner Amtszeit in den Jahren 1712 bis 1717 in Weimar komponierte (BWV 599–644).
Die Einzelsätze der Sammlung verbindet ein hoher künstlerischer Anspruch und der Gedanke der Verwendbarkeit sowohl im Gottesdienst als auch im Instrumental- und Kompositionsunterricht. Kennzeichnend für Bachs Choralsätze im Orgelbüchlein sind laut Christoph Wolff: „Dichte motivische Struktur und kontrapunktisches Raffinement (bis hin zum strengen Kanon) in Verbindung mit einer kühnen und ausdrucksstarken musikalischen Sprache sowie subtiler musikalisch-theologischer Textausdeutung. Jeder Satz erzielt proportionales Gleichgewicht, indem sich Manual- und Pedalstimmen elegant zu einer mustergültigen Orgelpartitur verbinden.“

## Entstehung
Bach legte das neunzigseitige querformatige Buch wohl zu Beginn seiner Weimarer Zeit, also schon etwa 1708, an und trug bereits alle Titel der 164 geplanten Choräle ein. Damit legte er nicht nur fest, welche Chorale er hier einkopieren oder neuvertonen wollte, sondern auch, ob sie jeweils eine oder zwei Seiten à sechs Zeilen umfassen würden. Die Reihenfolge der Sätze ist, wie in Gesangbüchern bis heute üblich, die des Kirchenjahres. Etwa die Hälfte der Eintragungen sind Reinschriften, also Kopien bereits bestehender Werke.
Den ersten Teil, von Weihnachten bis Ostern, füllte er fast vollständig, danach treten allmählich immer größere Lücken auf – offenbar ist das doch sehr ehrgeizige Projekt nach und nach in den Hintergrund getreten, so dass er nach 1726 nur noch eine einzige vollständige Vertonung hinzufügte. Damit umfasst das Orgelbüchlein heute „46 ausgeführte Choralvorspiele“, wie ein unbekannter Schreiber zu Bachs Titel ergänzte.
Bach setzte den Titel erst um 1720 hinzu; er lautet:
Orgel = Büchlein
Worinne einem anfahenden Organisten
Anleitung gegeben wird, auff allerhand
Arth einen Choral durchzuführen, an-
bey auch sich im Pedal studio zu habi-
litiren, indem in solchen darinne
befindlichen Choralen das Pedal
gantz obligat tractiret wird.
1739, zur Zeit der Entstehung des Dritten Teils der Clavierübung, waren diese Sätze offenbar schon zu historisch, um darauf noch einmal zurückzugreifen; Bachs Choralbearbeitungen aus der späteren Zeit haben auch meist einen wesentlich größeren Umfang.

## Orgelbüchlein-Projekt zur „Vervollständigung“
Im internationalen Orgelbüchlein-Projekt werden zeitgenössische Neukompositionen gesammelt, die die „Lücken“ des Orgelbüchleins füllen sollen. Die Komponisten sollen sich dabei vom Umfang an die Vorgabe Bachs halten, sind aber sonst stilistisch frei. Kurator des Projekts ist William Whitehead; Schirmherren sind Paul McCreesh und Gillian Weir.

## Übersicht über die Einzelsätze
| Autograph Nr. | BWV     | Titel des Chorals                                   | Taktart   | Tonart          | Anmerkung                |
| ------------- | ------- | --------------------------------------------------- | --------- | --------------- | ------------------------ |
| I             | BWV 599 | Nun komm, der Heiden Heiland                        | c         | a-Moll          |                          |
| II            | BWV 600 | Gott, durch deine Güte                              | 3/2       | F-Dur           |                          |
| III           | BWV 601 | Herr Christ, der einge Gottessohn                   | c         | A-Dur           |                          |
| IV            | BWV 602 | Lob sei dem allmächtigen Gott                       | c         | a-phrygisch     |                          |
| V             | BWV 603 | Puer natus in Bethlehem                             | 3/2       | g-Moll          |                          |
| VI            | BWV 604 | Gelobet seist du, Jesu Christ                       | c         | C-Dur           |                          |
| VII           | BWV 605 | Der Tag, der ist so freudenreich                    | c         | G-Dur           |                          |
| VIII          | BWV 606 | Vom Himmel hoch, da komm ich her                    | c         | D-Dur           |                          |
| IX            | BWV 607 | Vom Himmel kam der Engel Schar                      | 3/2       | g-Moll          |                          |
| X             | BWV 608 | In dulci jubilo                                     | 3/2       | A-Dur           |                          |
| XI            | BWV 609 | Lobt Gott, ihr Christen, allzugleich                | c         | G-Dur           |                          |
| XII           | BWV 610 | Jesu, meine Freude                                  | c         | c-Moll          |                          |
|               | BWV 753 | Jesu, meine Freude                                  | c         | d-Moll          | Fragment                 |
| XIII          | BWV 611 | Christum wir sollen loben schon                     | c         | d-Moll          |                          |
| XIV           | BWV 612 | Wir Christenleut'                                   | c         | g-Moll          |                          |
| XV            | BWV 613 | Helft mir Gotts Güte preisen                        | c         | h-Moll          |                          |
| XVI           | BWV 614 | Das alte Jahr vergangen ist                         | c         | a-Moll          |                          |
| XVII          | BWV 615 | In dir ist Freude                                   | 3/2       | G-Dur           |                          |
| XVIII         | BWV 616 | Mit Fried und Freud ich fahr dahin                  | c         | d-Moll          |                          |
| XIX           | BWV 617 | Herr Gott, nun schleuß den Himmel auf               | c 24/16   | a-Moll          |                          |
| XX            | BWV 618 | O Lamm Gottes, unschuldig                           | c         | F-Dur           |                          |
| XXI           | BWV 619 | Christe, du Lamm Gottes                             | 3/2       | F-Dur           |                          |
| XXII          | BWV 620 | Christus, der uns selig macht                       | c         | a-Moll          |                          |
| XXIII         | BWV 621 | Da Jesus an dem Kreuze stund                        | c         | e-Phrygisch     |                          |
| XXIV          | BWV 622 | O Mensch, bewein dein Sünde groß                    | c         | Es-Dur          |                          |
| XXV           | BWV 623 | Wir danken dir, Herr Jesu Christ                    | 3/4       | G-Dur           |                          |
| XXVI          | BWV 624 | Hilf Gott, dass mir’s gelinge                       | c         | g-Moll          |                          |
| XXVII         | BWV 625 | Christ lag in Todes Banden                          | c         | d-Dorisch       |                          |
| XXVIII        | BWV 626 | Jesus Christus, unser Heiland, der den Tod überwand | 12/8      | a-Moll          |                          |
| XXIX          | BWV 627 | Christ ist erstanden                                | c – c – c | d-Dorisch       | 3 Verse                  |
| XXX           | BWV 628 | Erstanden ist der heil'ge Christ                    | 3/2       | D-Dur           |                          |
| XXXI          | BWV 629 | Erschienen ist der herrlich Tag                     | 3/2       | d-Dorisch       |                          |
| XXXII         | BWV 630 | Heut triumphieret Gottes Sohn                       | 3/2       | d-Moll          |                          |
| XXXIII        | BWV 631 | Komm, Gott Schöpfer, heiliger Geist                 | c 12/8    | G-„mixolydisch“ | Spätere Version: BWV 667 |
| XXXIV         | BWV 632 | Herr Jesu Christ, dich zu uns wend                  | c         | F-Dur           |                          |
| XXXV          | BWV 633 | Liebster Jesu, wir sind hier                        | c         | A-Dur           |                          |
|               | BWV 634 | Liebster Jesu, wir sind hier                        | c         | A-Dur           | Variante zu BWV 633      |
| XXXVI         | BWV 635 | Dies sind die heilgen zehn Gebot                    | ¢         | g-Moll          |                          |
| XXXVII        | BWV 636 | Vater unser im Himmelreich                          | c         | d-Moll          |                          |
| XXXVIII       | BWV 637 | Durch Adams Fall ist ganz verderbt                  | c         | d-Moll          |                          |
| XXXIX         | BWV 638 | Es ist das Heil uns kommen her                      | c         | D-Dur           |                          |
| XL            | BWV 639 | Ich ruf zu dir, Herr Jesu Christ                    | c         | f-Moll          |                          |
| XLI           | BWV 640 | In dich hab ich gehoffet, Herr                      | c         | e-Moll          |                          |
| XLII          | BWV 641 | Wenn wir in höchsten Nöten sein                     | c         | G-Dur           | Spätere Version: BWV 668 |
| XLIII         | BWV 642 | Wer nur den lieben Gott läßt walten                 | c         | a-Moll          |                          |
| XLIV          | BWV 643 | Alle Menschen müssen sterben                        | c         | G-Dur           |                          |
| XLV           | BWV 644 | Ach wie flüchtig, ach wie nichtig                   | c         | g-Moll          |                          |

## Ausgaben
Das Orgelbüchlein ist in verschiedenen Notenausgaben erhältlich:
- Griepenkerl/Roitzsch, Bd. 5
- Lohmann, Bd. 7
- NBA, Bd. 1
- Hrsg. Heinz-Harald Löhlein, BVK, 31999 (Documenta Musicologica, Reihe II, Bd. 11): Faksimile des Autographs
- Hrsg. Ulrich Leisinger. Wiener Urtext Edition
- Sven Hiemke (Hrsg.): J.S. Bach, Sämtliche Orgelwerke, Bd. 7. Breitkopf & Härtel, 2011
- George B. Stauffer (Hrsg.): J. S. Bach, The Complete Organ Works, Ser. I. Vol. 1A: Pedagogical Works. Standard Urtext. Vol. 1B: Pedagogical Works. Practical Urtext. Wayne Leupold Editions, 2012
- Im Rahmen des Orgelbüchlein Projects, das die von Bach geplanten und nicht ausgeführten Sätze von zeitgenössischen Komponisten ergänzen läßt, entsteht eine Ausgabe des gesamten Orgelbüchleins (also: 46 Bachsche Sätze + 118 Sätze zeitgenössischer Komponisten). Der Herausgeber William Whitehead nimmt dabei eine Neubewertung der Quellenlage vor! - Bisher erschienen: Band 1 (Musica Baltica MB4004), Band 3 (Musica Baltica MB3228) und Band 4 (Edition Peters EP 73145 - wird im Rahmen der Gesamtausgabe des Orgelbüchlein Projects durch eine Neuausgabe bei Musica Baltica ersetzt).